# Negro Cosmo
Negro Cosmo, nome artístico de Cosmo Isidoro dos Santos (, ) é um cantor e compositor brasileiro, nascido no estado do Paraná.
Foi menino de rua, tendo sido interno na FEBEM. Fugiu da casa dos pais e de carona foi parar em São Paulo.
Com estilo que incorpora a música sertaneja, já compôs mais de 300 músicas, tendo mais de 150 gravações por artistas do ramo sertanejo, como Renê & Ronaldo, Carmem Silva, Leonardo e Alan & Aladim, entre outros.
Seus principais sucessos incluem Fonte de Desejos, gravado pela dupla Renê & Ronaldo; Incerteza e Amor Dividido, ambos gravados por Leonardo.